# Condado de Richland (Illinois)
O Condado de Richland é um dos 102 condados do Estado americano de Illinois. A sede do condado é Olney, e sua maior cidade é Olney. O condado possui uma área de 938 km² (dos quais 5 km² estão cobertos por água), uma população de 16 149 habitantes, e uma densidade populacional de 17 hab/km² (segundo o censo nacional de 2000). O condado foi fundado em 24 de fevereiro de 1841.